# Saarländischer Rundfunk
La Saarländischer Rundfunk (litt. « Radiodiffusion sarroise ») est un organisme de droit public basé à Sarrebruck (Halberg), membre de l'ARD (Communauté de travail des établissements de radiodiffusion de droit public de la République Fédérale d’Allemagne).
Il s'agit du service public audiovisuel pour le Land de Sarre.

## Programmes diffusés

### Télévision
| Logo | Chaîne                                               | Date de création   | Actionnaires                   |
| ---- | ---------------------------------------------------- | ------------------ | ------------------------------ |
|      | SR Fernsehen Programme d'informations régionales.    | 1er septembre 1998 | 100 % Saarländischer Rundfunk  |
|      | Arte Deutschland Chaîne culturelle franco-allemande. | 30 avril 1991      | 1,24 % Saarländischer Rundfunk |

### Radio
| Logo | Radio                                                                   | Date de création | Actionnaires                  |
| ---- | ----------------------------------------------------------------------- | ---------------- | ----------------------------- |
|      | SR1 Chaîne de musique pop et d'informations.                            | 2 janvier 1964   | 100 % Saarländischer Rundfunk |
|      | SR Kultur Chaîne culturelle.                                            | 1er janvier 1995 | 100 % Saarländischer Rundfunk |
|      | SR3 Chaîne de musique allemande, française et oldies anglophones.       | 7 janvier 1980   | 100 % Saarländischer Rundfunk |
|      | UnserDing Radio destinée aux jeunes avec une programmation pop et rock. | 1er mars 1999    | 100 % Saarländischer Rundfunk |
|      | Antenne Saar Chaîne d'informations avec un caractère franco-allemand.   | 12 décembre 2005 | 100 % Saarländischer Rundfunk |
|      | Radio Salü                                                              | 31 décembre 1989 | 20 % Saarländischer Rundfunk  |

### Webradios
- Depuis août 2007 : 7 webradios

## Histoire

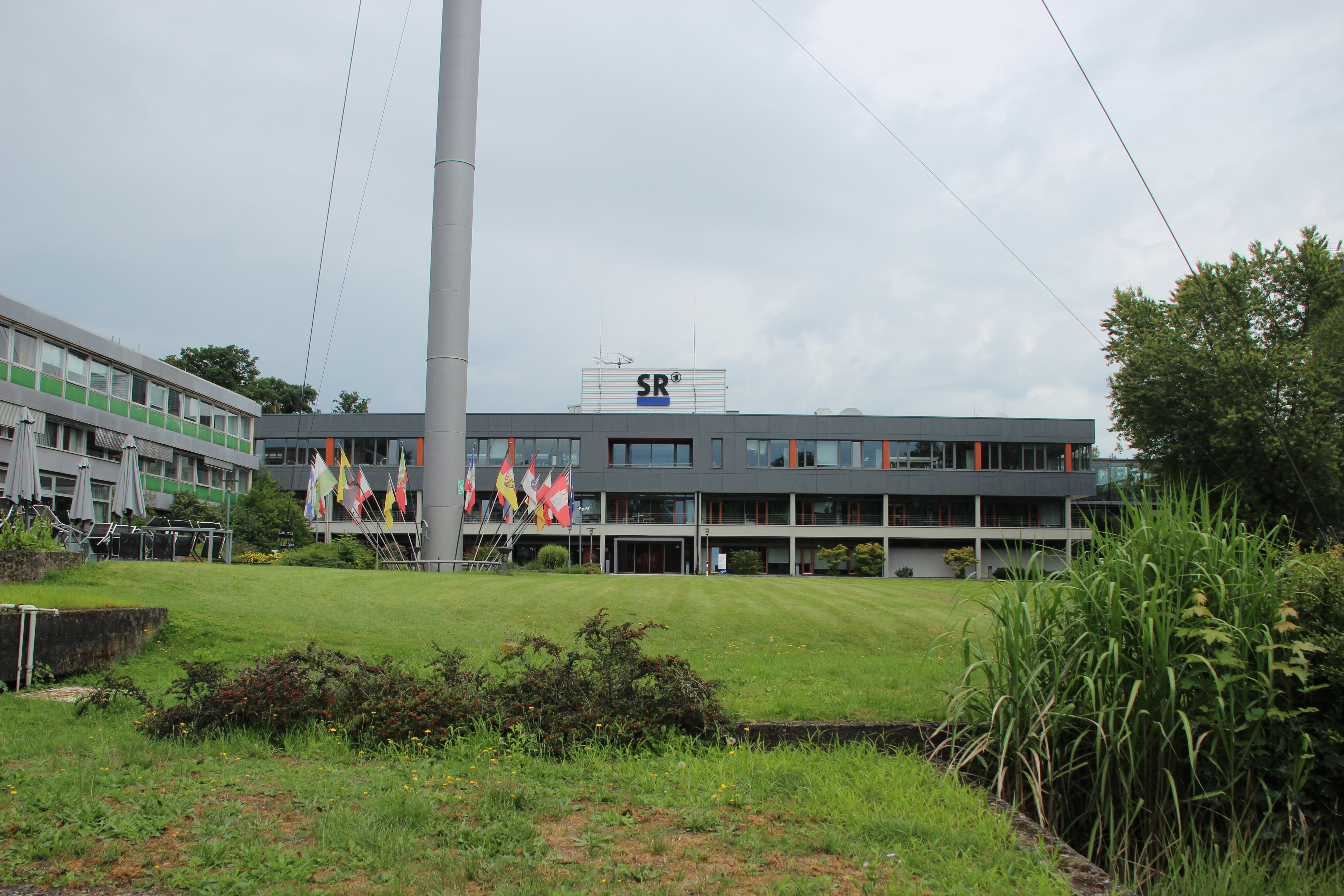
Les studios de la Saarländischer Rundfunk à Sarrebruck

En 1929, la première émission de radio de la Sarre alors sous mandat de la Société des Nations est émise. Après le rattachement de la Sarre au Deutsches Reich en 1935, le "Reichssender Saarbrücken", une partie du "Reichs Rundfunk GmbH Berlin" est fondé.
Après la Seconde Guerre mondiale, la Sarre fait partie de la zone d'occupation française. En 1945/46, le gouvernement militaire établit "Radio Sarrebruck". À partir de 1952, avec la première loi de radiodiffusion, la chaîne s'appelle "Saarländischer Rundfunk GmbH". Un an plus tard, la première émission de télévision de la Sarre est diffusée.
Jusqu'en 1953, il n'existe qu'une chaîne à la radio qui devient, plus tard, "SR 1". Puis, il y a un deuxième programme radiophonique, "SR 2".
Après le rattachement de la Sarre à la République Fédérale d'Allemagne en 1957, la "Saarländischer Rundfunk GmbH" devient la "Saarländischer Rundfunk". Celle-là est rattachée à l'ARD en 1959.
En 1961 est créé un programme régional pour la Sarre qui est diffusé tous les soirs à 20 heures. En 1964, la Sarre est le premier Land où il est légal de fonder des chaînes de radio et de télévision privées.
En avril 1969, la Saarländischer Rundfunk, la Süddeutscher Rundfunk (SDR) et la Südwestfunk (SWF) commencent à émettre un programme de télévision en commun qui porte le nom de "Südwest 3" ou "S3". Il est le plus jeune des programmes produits par les chaînes de télévision qui appartiennent à l'ARD. Pendant les années qui suivent, on y diffuse surtout des émissions culturelles, d'éducation et une fois par semaine, une soirée régionale pour chaque région, dont une pour la Sarre.
En janvier 1980, la chaîne radiophonique "SR 3 Saarlandwelle" commence son programme. En 1989 est lancé SR 4 une chaîne contenant des émissions culturelles et des reportages politiques.
En août 1998, après la fusion de la SDR et la SWF à la Südwestrundfunk (SWR), le programme pour la Sarre s'appelle "SR Fernsehen", une chaîne où l'on diffuse des émissions spécialement produites pour la région de la Sarre. Ces émissions ne peuvent pas remplir la journée entière et pour cette raison, le programme de "SWR Fernsehen" (une chaîne de coopération entre SR et SWR) est diffusé pendant qu'il n'y a pas d'émissions régionales comme le "Aktueller Bericht" (JT avec des informations pour la Sarre, diffusé tous les soirs).
À partir du janvier 2004, la chaîne SR 4 est remplacée par UnserDing, un programme spécialement pour les jeunes, réalisé en coopération avec Dasding de la SWR.
Le 26 novembre 2006, on fête le 50e anniversaire de la SR avec une cérémonie dans la Saarlandhalle à Sarrebruck.

## Identité visuelle

### Logos

Logo de la Saarländischer Rundfunk de 2003 à 2023.
Logo de la Saarländischer Rundfunk à partir de 2023.

## Émetteurs
- Émetteur MA de Heusweiler (programme : Deutschlandfunk).
- Émetteur FM de Göttelborner Höhe, Moseltal, Bliestal (programmes : SR 1, SR 2 Kulturradio, SR 3 Saarlandwelle).
- Émetteur FM de Saarbrücken-Schoksberg (programme : Unser Ding).
- Émetteurs de télévision : Saarbrücken-Schoksberg, Spiesen, Göttelborner Höhe.

## Directions
- 1935-1938 : Dr. Adolf Raskin, intendant du "Reichssender Saarbrücken" ;
- 1938-1946 : Karl Mages ;
- 1946-1947 : Emmanuel Charrin, chef officier du "Centre Emetteur" et plus tard Contrôleur Général de "Radio Saarbrücken" ;
- 1947-1949 : Gérard Losson, directeur général ;
- 1949-1955 : Frédéric Billmann ;
- 1953-1954 : Hans Wettmann, deuxième directeur général à côté de Frédéric Billmann ;
- 1954-1955 : Dr. Hermann M. Görgen, deuxième directeur général après Hans Wettmann ;
- 1955-1958 : Dr. Eugen Meyer, gérant provisoire de la "Saarländischer Rundfunk GmbH" ;
- 1958-1978 : Dr. Franz Mai, intendant nouveau ;
- 1978-1989 : Dr. Hubert Rohde ;
- 1989-1996 : Dr. Manfred Buchwald ;
- 1996-2011 : Fritz Raff ;
- 2011-2021 : Thomas Kleist ;
- Depuis 2021 : Martin Grasmück.